# شروتسبرگ
شهر شروتسبرگ (به آلمانی: Schrozberg) در ایالت بادن-وورتمبرگ در کشور آلمان واقع شده‌است.